# Veltheimsches Haus
Das Von Veltheimsche Haus auf der Nordseite des Burgplatzes in Braunschweig ist ein Fachwerkhaus aus dem Jahre 1573.

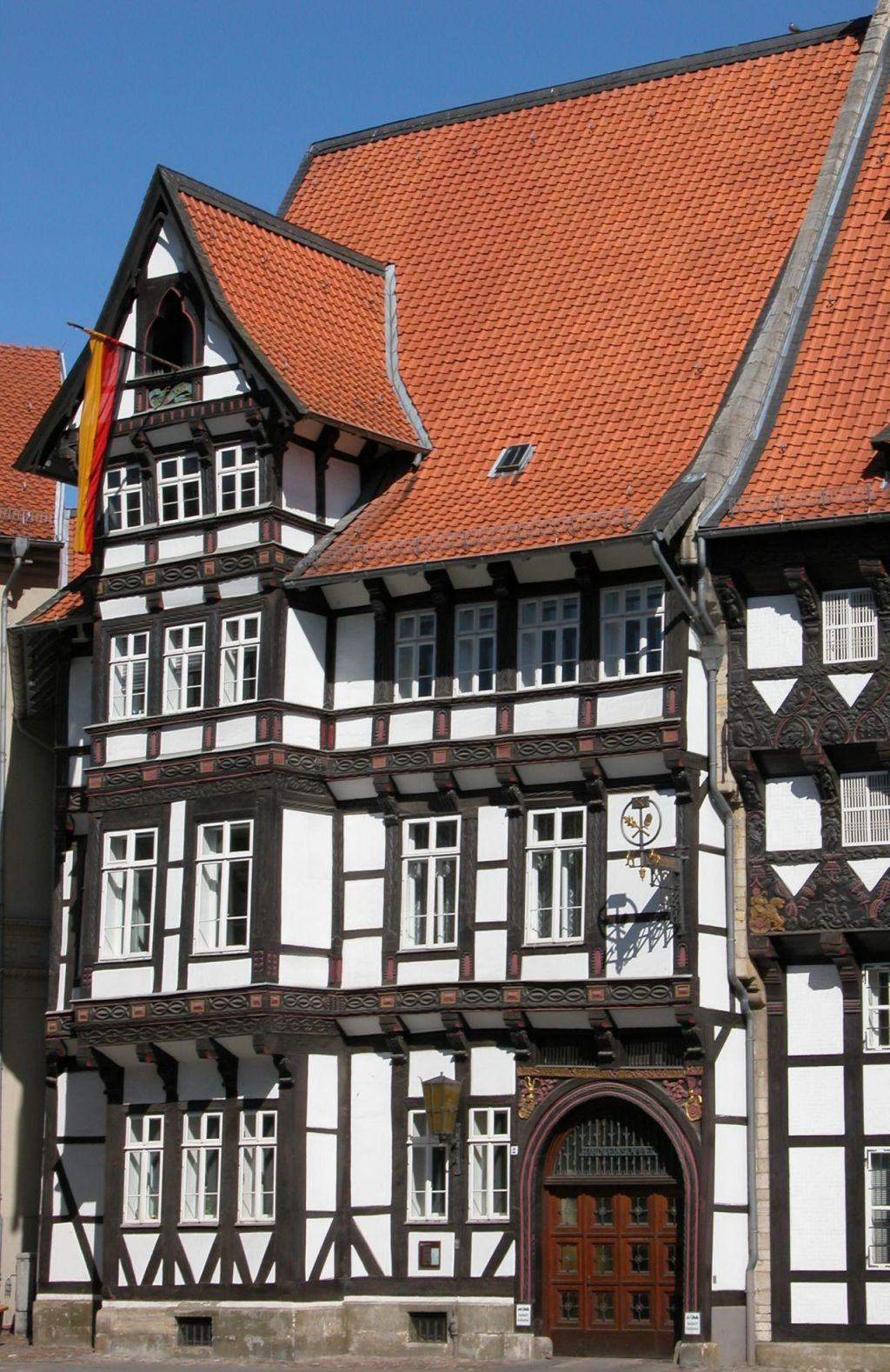
Das Veltheimsche Haus heute

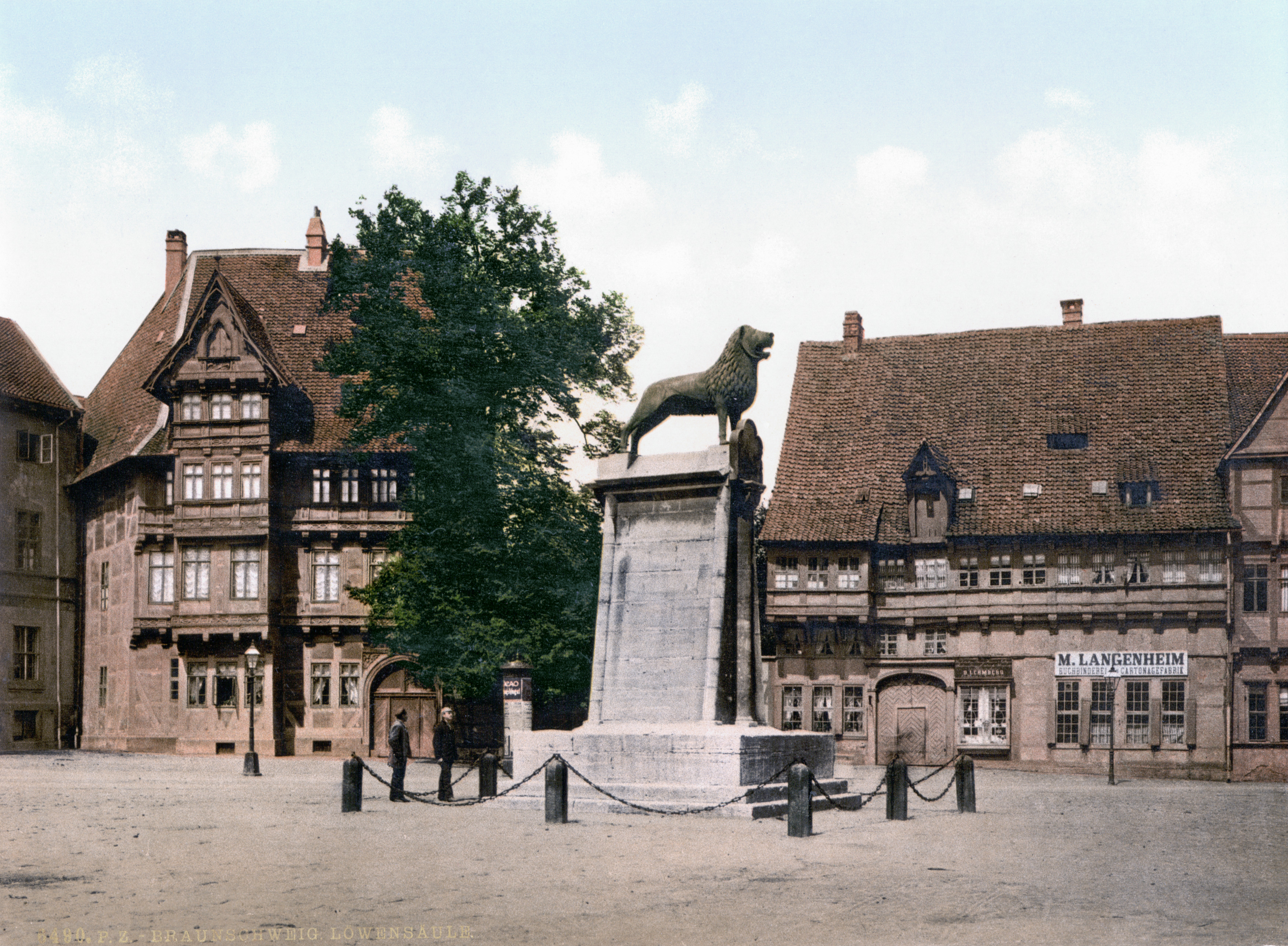
Zwischen 1890 und 1905: Im Zentrum des Burgplatzes der Braunschweiger Löwe, links dahinter das Veltheimsche Haus.

Es wurde 1573 von Achatz von Veltheim auf Harbke und Margareta von Saldern errichtet, dokumentiert durch eine Inschrift mit zwei Wappen über der Durchfahrt. Es ist heute neben dem Braunschweiger Dom das älteste Gebäude am Burgplatz, ein adeliges Stadthaus mit drei Wohngeschossen und seitlicher Durchfahrt, ohne Zwischengeschoss und Speicher. Das Haus zeigt eine seltene Form der mehrgeschossigen Auslucht (Frauensitz mit Ausblick auf die Straße) und einen großen Erker mit Renovierungsdatum 1868. Die Obergeschosse sind vorkragend. Auf den Schwellen findet sich Flechtbandfries als Diamantband mit Astansätzen als Abstraktion aus dem Laubstab. Über den Balkenköpfen aus dem Steinbau übernommene Diamantquader als ornamentierte Rechteckfläche, auf den Ständern Perlreihungen in Hufeisenform. Unter der Schwelle befinden sich Rollkonsolen (im Erdgeschoss erneuert).

## Nutzung im 20. Jahrhundert
Als die Villa Rimpau, Sitz der NSDAP-Kreisleitung in Braunschweig, durch den Bombenangriff vom 15. Oktober 1944 stark beschädigt wurde, zog die Kreisleitung in das Veltheimsche Haus. Dort blieb sie bis zur Übergabe der Stadt Braunschweig am 12. April 1945. Am 15. April bezog die US-Militärverwaltung unter Oberst Brodie das Haus. Am 5. Juni 1945 ging das Kommando schließlich auf die britischen Streitkräfte über, da Braunschweig nun Teil der Britischen Besatzungszone war. Nachdem diese abgezogen und das Gebäude in den Jahren 1974/75 renoviert worden war, wird es heute durch die Handwerkskammer Braunschweig-Lüneburg-Stade genutzt.